# Jeunesse d'abord
Pour plus de détails, voir Fiche technique et Distribution.
Jeunesse d'abord est un film français réalisé par Claude Heymann et Jean Stelli, sorti en 1936.

## Synopsis
Quatre jeunes gens décident de se marier en suivant leurs sentiments, sans l'approbation de leurs parents.

## Fiche technique
- Titre : Jeunesse d'abord
- Réalisation : Claude Heymann et Jean Stelli
- Scénario : Jean Stelli et Jacques Prévert
- Dialogues : Jacques Prévert
- Photographie : Jean Bachelet
- Musique : Lionel Cazaux
- Décors : Robert Gys
- Société de production : Films Éclat
- Pays de production :  France
- Format : Noir et blanc — 35 mm — 1,37:1 — Son : Mono
- Genre : Comédie
- Durée : 100 minutes
- Date de sortie : 
  - France : 5 juin 1936

## Distribution
- Josette Day : Simone
- Pierre Brasseur : Stéphane
- Jean Aquistapace : Prosper
- Assia Granatouroff : Irma
- Max Révol : Gérard
- Pierre Darteuil : Casimir
- Made Siamé : Mme Minot
- Robert Lynen : Paul
- Paul Marthès
- Fernande Sala